# Laietà Basket Club
El Laietà Basket Club fue el primer club de baloncesto fundado en España. Fue fundado en Barcelona en 1922 por un grupo de exalumnos de las "Escuelas Pías de San Antón", de Barcelona, la escuela donde el Padre Eusebio Millán introdujo el deporte del baloncesto en España en 1921.
El Laietà BC, que vestía una camiseta blanca con una franja diagonal azul, fue el organizador del primer partido de baloncesto que tuvo lugar en España: sucedió en Barcelona el 8 de diciembre de 1922, y el CE Europa derrotó al Laietà por 8 a 2, en el campo del CE Europa, en el barrio de Gràcia.

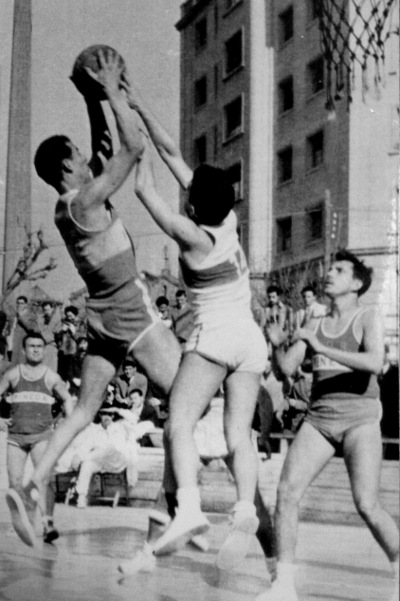
Sebastián Aragonés Miró en el centro.

Los integrantes de aquel primer equipo del Laietà (Nogués, Mach, Pardiñas, Ferrer, Aragonés, Mons y Sanuy) entrenaban tres días a la semana a las seis de la mañana antes de que cada uno de ellos se dirigiese a su trabajo.
El Laietà BC, que durante los años del régimen franquista castellanizó su nombre por el de "Club de Baloncesto Layetano", fue uno de los más importantes clubes deportivos catalanes durante varias décadas y uno de los mejores de España en los años 30 y 40.
Llegó a disputar cuatro finales consecutivas de la Copa de España, entre 1942 y 1945. Se proclamó dos veces campeón de en los años 1942 y 1944, en los que derrotó en la final al F. C. Barcelona y Real Madrid, respectivamente. En 1943 y 1945 perdió la final ante el F. C. Barcelona.
El declive del Laietà Basket Club se inició en 1947. El baloncesto español se empezó a "profesionalizar" y sus mejores jugadores ficharon por otros clubes que les ofrecían trabajo o alguna compensación económica. En 1948 tan sólo quedaron tres jugadores en el equipo y el club pidió un año de excedencia a la Federación Catalana para rehacerse. Tras un año sin participar en competiciones el Laietà volvió a la competición, pero con otros objetivos: se centró en la formación de jóvenes jugadores y no tuvo opciones de competir ante el F. C. Barcelona que, con varios exjugadores del Laietà, pasó a ser el dominador del baloncesto catalán.
En 1957 el Laietà no participó en la primera Liga española de baloncesto. Pero sí fue invitado a participar un año después cuando la Liga se amplió a diez equipos. Militó una temporada en primera división aunque acabó perdiendo la categoría. En 1962 se proclamó campeón de Segunda División y volvió a ascender a primera liderada por Agustí Bertomeu, pero no consiguió consolidarse en la máxima categoría del baloncesto español.
El club estuvo a punto de desaparecer en 1964 cuando fue desahuciado de su histórico recinto de juego, inaugurado en 1932, y situado en la confluencia de las calles Viladomat y Rosselló, en pleno Ensanche de Barcelona. El colegio Pare Mañanet ayudó al club acogiendo durante tres años a las secciones de baloncesto y de hockey sobre patines, y el Club de Tennis Pompeia apoyó a su sección de tenis.
En 1967 el club pasó a denominarse Club Esportiu Laietà y estrenó unas amplias instalaciones en la calle Pintor Ribalta del barrio de Les Corts, y muy cerca de las instalaciones del Fútbol Club Barcelona. Actualmente el club cuenta con 16 pistas de tenis de tierra batida, 6 de pádel, 3 pistas polideportivas... y sigue manteniéndose activo en el baloncesto, aunque alejado de la alta competición y centrado en la formación de jóvenes jugadores.
En octubre de 2021 fue incluido como contribuyente en el Hall of Fame del Baloncesto Español en la promoción de 2019.

## Palmarés
- Es el primer club de baloncesto fundado en España.
- 2 veces campeón de la Copa de España: 1942 y 1944.
- 2 veces subcampeón de la Copa de España: 1943 y 1945.
- Campeonatos de Cataluña: 1928, 1929.

## Jugadores históricos
- Años 20': Nogués, Mach, Pardiñas, Ferrer, Aragonés, Mons, Sanuy, Romeva, Mateu Pla, Fernando Muscat, Josep Cardó, Josep Guix.
- Años 40': Eduardo Kucharsky, Carretero, Gallén, Gabriel Alberti, Navarrete, Font, Emilio Galve, Areny, Llopis, Josep Lozano, Enric Piquet,  Francisco Esteva.